# Le quattro giornate di Napoli
Le quattro giornate di Napoli is een Italiaanse film van Nanni Loy die werd uitgebracht in 1962.
Het scenario is gebaseerd op de roman La città insorge: le quattro giornate di Napoli (1956) van Aldo De Jaco. 

## Verhaal
De in de film getoonde gebeurtenissen spelen zich af tijdens de Vier Dagen van Napels toen in de stad spontaan een volksopstand uitbrak tegen de Nazi-bezetting. 
De Duitsers treden driest op tegen de bevolking: ze schieten partizanen neer, vernielen haveninstallaties en drijven jonge mannen bijeen ingevolge de Arbeitseinsatz. De in Zuid-Italië gelande Geallieerden rukken maar moeizaam op. 
De uitgehongerde bevolking besluit in opstand te komen en te vechten voor hun vrijheid. In de straten komt het tot zware gevechten tussen Napolitanen, zowel partizanen als burgers, en nazitroepen.

## Rolverdeling
| Acteur             | Personage              |
| ------------------ | ---------------------- |
| Gian Maria Volonté | kapitein Stimolo       |
| Aldo Giuffré       | Pitrella               |
| Carlo Taranto      | de kaartspeler         |
| Enzo Cannavale     | een partizaan          |
| Frank Wolff        | Salvatore              |
| Jean Sorel         | matroos Livornese      |
| Franco Sportelli   | professor Rosati       |
| Luigi De Filippo   | Cicillo                |
| Domenico Formato   | Gennaro Capuozzo       |
| Lea Massari        | Maria                  |
| Georges Wilson     | de gevangenisdirecteur |
| Regina Bianchi     | Concetta Capuozzo      |